# Zdravko Ceraj
Zdravko Ceraj (ur. 4 października 1920 w Starej Račy, zm. 6 października 2011 w Zagrzebiu) – jugosłowiański lekkoatleta, średnio i długodystansowiec.
Z zawodu był stomatologiem. Od 1935 był członkiem Chorwackiego Związku Alpinistycznego.
Na mistrzostwach Europy w 1950 r. odpadł w eliminacjach na 1500 metrów.
Dwukrotny medalista igrzysk śródziemnomorskich (1951) – srebro na 5000 oraz brąz na 1500 metrów.
Podczas igrzysk olimpijskich w Helsinkach (1952) odpadł w eliminacjach na 5000 metrów z wynikiem 15:17,8.
Mistrz Bałkanów w biegu na 5000 metrów (1953).
Zmarł 6 października 2011 roku w Zagrzebiu, a pochowany został cztery dni później w stolicy Chorwacji.

## Rekordy życiowe
- Bieg na 5000 metrów – 14:26,2 (1984)